# Hogna atramentata
Hogna atramentata är en spindelart som först beskrevs av Karsch 1879.  Hogna atramentata ingår i släktet Hogna och familjen vargspindlar. Inga underarter finns listade i Catalogue of Life.